# Okręt Rzeczypospolitej Polskiej

Okręt Rzeczypospolitej Polskiej, ou plus communément ORP, est une abréviation traditionnelle précédant le nom propre d'un navire appartenant à la République de Pologne, c'est-à-dire qui sert sous le drapeau de la marine (Marynarka Wojenna).
Lorsqu'un navire est nommé, l'abréviation ORP est utilisée, par exemple ORP Gen.K.Pulaski. Si plusieurs navires sont nommés successivement, l'abréviation OORP est utilisée, ce qui signifie Navires de la République de Pologne. Ceci est fait de manière à ne pas répéter l'abréviation ORP, et cela ressemble à ceci : OORP: Orzeł, Sokół, Sęp au lieu de ORP Orzeł, ORP Sokół, ORP Sęp.
Exemples d'équivalents dans les marines d'autres pays :
- USS (United States Ship) - États-Unis.
- HMS (His/Her Majesty’s Ship - His Majesty's Ship) - Royaume-Uni.

L'ORP disposait également de l'ORP Bałtyk Navy Reserve Officer Cadet School, une école polonaise opérant dans les années 1943-1946 en Grande-Bretagne, lorsque les forces et les moyens de la marine de la Deuxième République de Pologne y étaient stationnés pendant la Seconde Guerre mondiale. L'école portait la désignation du navire, conformément à la tradition britannique.
Pendant la Seconde Guerre mondiale, certains des navires appartenant aux Polonais portaient l'abréviation OF, qui signifiait navire français. C'étaient des navires français, brièvement remis après la reddition de la France par le Royaume-Uni à la Marine polonaise.
Pendant la Pologne populaire, malgré le changement constitutionnel du nom de l'État en 1952 de la République de Pologne à la République populaire de Pologne, l'abréviation n'a pas été changée en OPRL, l'abréviation ORP actuelle est restée.
En 1920, le ministre des Affaires militaires a accordé à tous les navires de guerre polonais commandés par un officier de marine le droit d'utiliser des sceaux officiels ronds à l'image de l'aigle d'État.